# Tavernola Bergamasca
Tavernola Bergamasca é uma comuna italiana da região da Lombardia, província de Bérgamo, com cerca de 2.272 habitantes. Estende-se por uma área de 12 km², tendo uma densidade populacional de 189 hab/km². Faz fronteira com Iseo (BS), Monte Isola (BS), Parzanica, Predore, Vigolo.

## Demografia
| Variação demográfica do município entre 1861 e 2011                               |
|                                                                                   |
| Fonte: Istituto Nazionale di Statistica (ISTAT) - Elaboração gráfica da Wikipedia |